# HEAG-Baureihe ST11
ST11 ist eine ehemalige Serie der Darmstädter Straßenbahn. Das Kürzel steht für Straßenbahn-Triebwagen der 11. Serie. Insgesamt besaß die HEAG sechs dieser achtachsigen Gelenkwagen, sie trugen die Betriebsnummern 8209–8214. Die Fahrzeuge besitzen die Geamatic-C-Steuerung. Mit der Indienststellung der ST11 gab es erstmals in Darmstadt dreiteilige Triebwagen. Hersteller waren Waggon Union und AEG. Alle Fahrzeuge sind Einrichtungsfahrzeuge. Sie wurden ursprünglich in beige-orange-goldener Lackierung mit blauem Streifen geliefert und später in das aktuelle HEAG-Design in Blau, Orange und Weiß umlackiert. Die ST11 wurden inzwischen ausrangiert. Drei wurden an die Straßenbahn Iași in Rumänien verkauft und zwei verschrottet. Einer blieb als Museumsfahrzeug erhalten.
Der ST11 basiert auf der sechsachsigen Vorgängerbaureihe ST10 und ist weitgehend baugleich mit der Nachfolgebaureihe ST12. Alle drei Typen wiederum stammen von den 1975 beschafften Wagen 22–25 der Albtal-Verkehrs-Gesellschaft aus Karlsruhe ab, die jedoch eine elektrische Ausrüstung von BBC hatten.

## Aufbau und Ausstattung
Der ST11 ist 27 Meter lang und besteht aus drei Modulen, wobei sich unter dem ersten und dem letzten jeweils ein doppelachsiges Triebdrehgestell und unter den Gelenken zwei doppelachsige Laufdrehgestelle befinden (Jakobs-Drehgestelle). Die Gesamtantriebsleistung beträgt 2 × 197 Kilowatt, die Motoren sind luftgekühlt. Alle fünf Türen sind Doppelaußenschwenktüren und besitzen eine Trittstufe.

## Einsatz
Die ST11 waren auf allen Linien anzutreffen. Nachdem 1994 die Beiwagen der Baureihe SB9 angeliefert worden waren, kamen die ST11 meistens mit einem solchen zum Einsatz. Dadurch konnte trotz hochflurigem Triebwagen ein Niederflurbereich angeboten werden. Daher sind die ST11 nach 1994 nicht mehr planmäßig auf der Linie 1 oder 3 zum Einsatz gekommen, da die Haltestellen auf der Linie 3 für einen dreiteiligem Triebwagen und einem Beiwagen zu kurz sind und die Linie 1 meistens ohne Beiwagen betrieben wird. Dennoch kamen die ST11 auch nach 1994 ausnahmsweise solo zum Einsatz.

## Verbleib

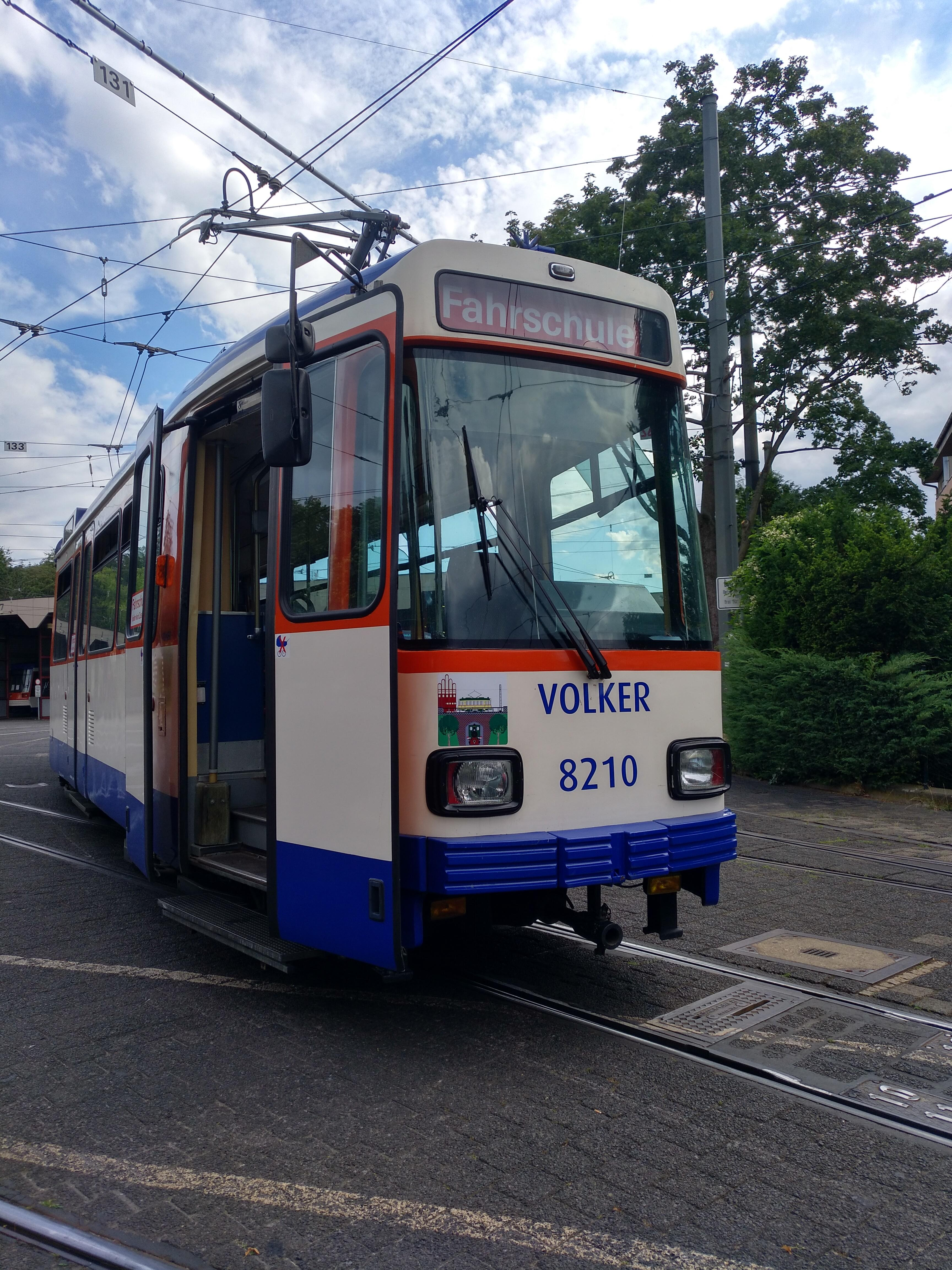
Der Wagen 8210 kurz nach seiner Umbenennung auf dem Betriebshof Böllenfaltor am 2. Juli 2020

- 8209: 2008 verschrottet, zuletzt Ersatzteilspender
- 8210: als Museumsfahrzeug erhalten, auch Fahrschulwagen
- 8211: Iași (dort als 279)
- 8212: Iași (dort erst als 279, dann als 283)
- 8213: Iași (dort als 284)
- 8214: 2008 verschrottet, zuletzt ersatzteilspender

## Namensgebung
Einige ST11 wurden nach den Darmstädter Partnerstädten benannt:
- 8209 Uschhorod, heute trägt ST14 0791 diesen Namen
- 8210 Alkmaar, heute trägt ST14 0775 diesen Namen, heute trägt 8210 den Namen Volker
- 8211 Liepāja, heute trägt ST14 0786 diesen Namen
- 8212 Chesterfield, heute trägt ST14 0780 diesen Namen
- 8213 Troyes, heute trägt ST14 0789 diesen Namen